# Sabulodes cleodora
Sabulodes cleodora är en fjärilsart som beskrevs av Paul Dognin 1908. Sabulodes cleodora ingår i släktet Sabulodes och familjen mätare. Inga underarter finns listade.